# 贝瓦乌-克拉恩宫

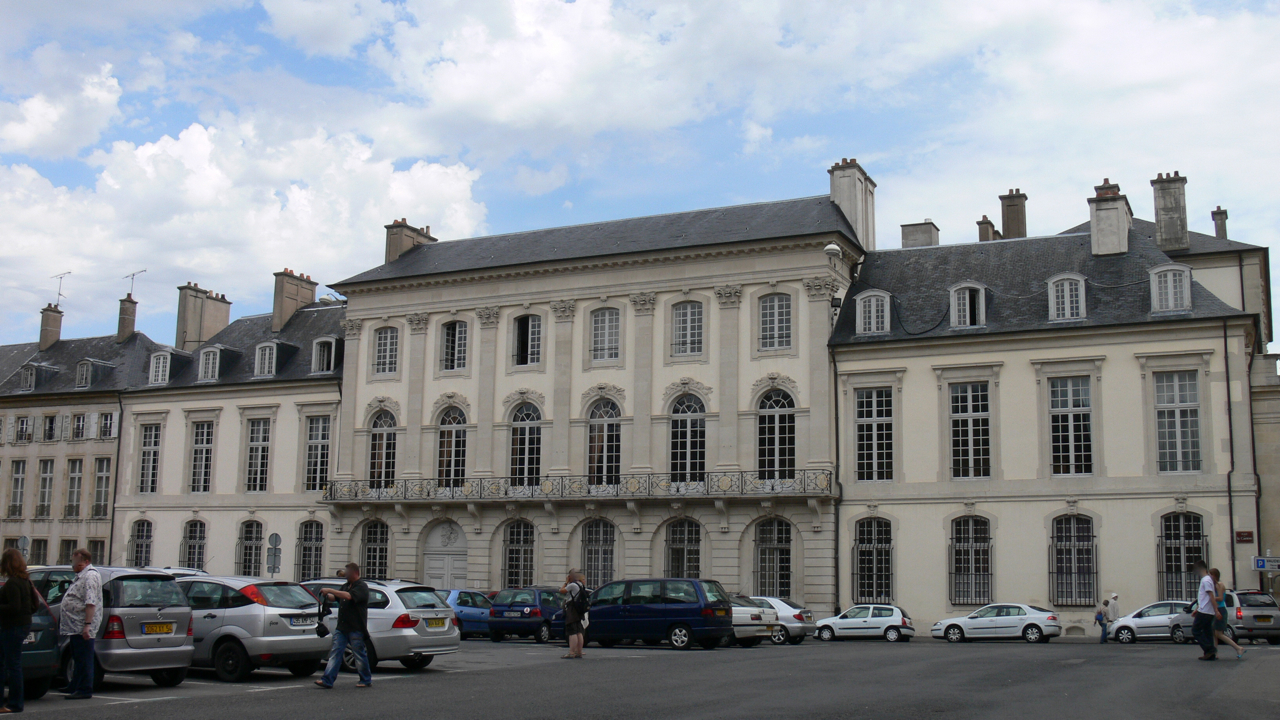

贝瓦乌-克拉恩宫（Hôtel de Beauvau-Craon）是洛林南锡卡里埃尔广场的一座历史建筑，建于18世纪，由建筑师日耳曼·勃夫杭（洛林公爵利奥波德一世的首席建筑师）为贝瓦乌-克拉恩而建。目前为南锡上诉法院所在地。
1924年2月7日，该建筑列为法国历史古迹。如同卡里埃尔广场所有的建筑，贝瓦乌-克拉恩宫被联合国教科文组织列为世界遗产。